# Mikhail Rostovtzeff
Mikhail Ivanovich Rostovtzeff ou Rostovtsev (em russo: Михаи́л Ива́нович Росто́вцев; Zhitomir, 10 de novembro [C.J: 29 de Outubro] de 1870 – New Haven, 20 de outubro de 1952) foi uma das maiores autoridades do século XX em história antiga da Grécia, Irã e Roma.

## Vida
Rostovtsev nasceu em Jitomir, Ucrânia, então parte do Império russo. Ao completar seus estudos nas universidades de Quieve e São Petersburgo, serviu como assistente e depois como professor titular na Universidade de São Petersburgo. Em 1918 emigrou para os Estados Unidos, onde aceitou uma cadeira na Universidade de Wisconsin-Madison antes de ir para a Universidade de Yale, em 1925. Ele supervisionou, em geral, todas as atividades arqueológicas desta última instituição, e as escavações de Dura Europo, em particular.
Ele é lembrado como o primeiro historiador a examinar as antigas economias em termos de capitalismo e revolução. Seus trabalhos pioneiros foram Social and Economic History of the Roman Empire (1926) e A Social and Economic History of the Hellenistic World (1941), que transferiram a atenção dos historiadores de acontecimentos militares ou políticos para problemas econômicos globais ou sociais que tinha sido anteriormente ignorados pela maioria dos seus contemporâneos.
Enquanto trabalhava na Rússia, Rostovtsev foi reconhecido como a autoridade mais importante do mundo sobre história do sul da Rússia e Ucrânia. Ele resumiu seu vasto conhecimento sobre o assunto em Iranians and Greeks in South Russia (1922) e Skythien und der Bosporus (1925).  Seus mais importantes achados arqueológicos em Yale foram descritos em  Dura-Europos and Its Art (1938).

## Publicações selecionadas

### Artigos
- Rostovtzeff, M. (1919). «Queen Dynamis of Bosporus». The Journal of Hellenic Studies. 39: 88–109. JSTOR 624874. doi:10.2307/624874
- Rostovtzeff, M. (1919). «Ancient decorative wall-painting». The Journal of Hellenic Studies. 39: 144–163. JSTOR 624878. doi:10.2307/624878
- Rostovtzeff, M. (1920). «The Sumerian Treasure of Astrabad». The Journal of Egyptian Archaeology. 6 (1): 4–27. doi:10.1177/030751332000600102
- «The Contribution of Russia to Learning». The Quarterly Review. 233: 272–287. 1920

### Livros
- The Birth of the Roman Empire. 1918.
- Iranians and Greeks in South Russia. Oxford: Clarendon Press, 1922.
- A large estate in Egypt in the third century B.C. A study in economic history. Madison: University of Wisconsin, 1922.[2]
- Skythien und der Bosporus. 1925.
- The Social and Economic History of the Roman Empire. 1926. (Edição revisada em alemão 1931, e edição revisada em italiano 1933) (Segunda edição, revisada por PM Fraser, Oxford, 1957)
- A History of the Ancient World: Volume I The Orient and Greece. Oxford: Clarendon Press, 1926.
- A History of the Ancient World: Volume II Rome. Oxford: Clarendon Press, 1927.
- Mystic Italy. New York: Henry Holt, 1927. (Brown University, série de palestras Colver)
- Caravan Cities. Oxford: Clarendon Press, 1932. (Publicado pela primeira vez em forma de livro como O Blijnem Vostoke . Paris, 1931.)[a]
- Dura-Europos and Its Art. 1938.
- The Social and Economic History of the Hellenistic World. Oxford: Clarendon Press, 1941. (2nd edition 1953)